# Wang Ki-Chun
Wang Ki-Chun, född den 13 september 1988 i Jeonju, Sydkorea, är en sydkoreansk judoutövare.
Han tog OS-silver i herrarnas lättvikt i samband med de olympiska judotävlingarna 2008 i Peking.